# 护法 (印度论师)
护法（羅馬化：Dharmapāla），音譯達摩波羅，為六世纪中叶印度大乘瑜伽行唯識學派重要论师，因明學大師陈那迦門生。玄奘三藏大师译介的法相唯识宗理论，即依护法论师的见解为主，另外参考其他论师的意见编译而成。

## 生平
护法出身南印度達羅毗荼國首都建志補羅城，其天资聪颖、见解超群，曾出任那烂陀寺住持。他與中觀自續派的清辯論師進行了空有之諍，但二人沒有面對面的辯論法義。护法才华出众，但英年早逝，享年仅三十二岁，类似于中国的僧肇，令无数学人扼腕叹息。

## 學說
在唯识方面，他最先提倡见分、相分、自证分、证自证分「四分说」。其学说由玄奘大师传来中国，《成唯识论》即依护法的见解为主体。

## 師承
- 陳那

## 弟子
门下有戒贤、最胜子、智月等名弟子。

## 著作
著作有《广百论释》、《成唯识宝生论》、《观所缘论释》等。